# 軍威郡
軍威郡（：／ Gunwi gun */?），是大韓民國大邱廣域市北部的一個郡，與慶尚北道接壤。面積614.15方公里，2005年人口27,709人，下轄1個邑和7個面。有中央線鐵路、中央高速公路經過。
2023年7月，在大邱慶北統合新機場計劃下，軍威郡由慶尚北道編入大邱廣域市管轄。